# Schwefel (Band)
Schwefel war eine 1984 gegründete Band um den Mannheimer Musiker und Produzenten Norbert Schwefel (* 22. August 1960 in Lampertheim; † 23. Juli 2015 in Mannheim).

## Geschichte
Ab 1984 nahm der Musiker und Produzent Norbert Schwefel von überwiegend Mannheimer Bands  einige Tapes und Schallplatten auf, auf denen er zunächst noch sämtliche Instrumente selbst spielte. Später wurden Gastmusiker hinzugezogen und es bildete sich langsam eine ständige (allerdings durch hohe Fluktuation gekennzeichnete) Besetzung heraus.
Die ersten Veröffentlichungen wurden von der Presse sehr wohlwollend aufgenommen und fanden zahlreiche Hörer in der Club- und Independent-Szene (siehe Kapitel Erfolg der 1980er Jahre), obwohl sich Schwefel ohne Anbindung an ein Major-Label an die Öffentlichkeit wagten. Nach der Veröffentlichung von drei Alben und diverser EPs durch verschiedene unabhängige Plattenfirmen blieb der nachhaltige große Erfolg mit der Zeit aus. Es kam zu einer Veröffentlichungspause in den Jahren 1992 bis 1999, in der die Band keinen Plattenvertrag hatte, Norbert Schwefel sich aus der Öffentlichkeit zurückzog und sich dem Weinbau und der Kelterei widmete.
Ende der 1990er Jahre wurde die Band reformiert und die Karriere mit einem Best-Of-Album wiederaufgenommen. Beachtung in der Presse fand vor allem das fünfte Album Edge City, ein düster klingendes an der Industrial Musik orientiertes Konzeptalbum über Schwefels Heimatstadt Mannheim, und das darauf folgende Mystifier ein weiteres, diesmal betont „lichtes“ Konzeptalbum, dessen 22 Stücke sich an den 22 Trümpfen des Tarot orientieren. 2012 verkündete Thomas Nelliste den Ausstieg aus der Band, die ab dem Zeitpunkt wieder nur von Norbert Schwefel allein weitergeführt wurde.
Neben eigener musikalischer Tätigkeit produzierte Norbert Schwefel verschiedene Musiker und organisierte ab 2003 das jährlich stattfindende Sulphur Sonic Open Air Festival, auf dem lokale und überregionale Musiker auftreten. Er betrieb eine eigene Plattenfirma, die Sulphur Sonic Records (sulphur = englisch für Schwefel).
Seit etwa 2007 wurden ferner mehrere Multimedia-Projekte, Vertonungen von historischem Filmmaterial und eine Oper aufgeführt (Näheres dazu siehe Diskografie).
2010 und 2011 spielte Schwefel mit dem Berliner Geiger TThomthom Geigenschrey eine bisher unveröffentlichte Platte im Studio Audiomobil in Berlin-Wedding ein und spielte unter dem Namen Schwefel & Geigenschrey an diversen Orten Berlins wie der inzwischen geschlossenen Theaterkapelle Friedrichshain Konzerte. Ab 2011 bildete Norbert Schwefel zusammen mit Volker Hartmann-Langenfelder das Künstlerduo KrüppelNation, dessen Name 2013 in Kolk umgeändert wurde. Norbert Schwefel starb am 23. Juli 2015 nach langjähriger Krankheit.
Erfolg der 1980er Jahre
Nach den ersten Plattenveröffentlichungen bekam Schwefel in der deutschen Presse, insbesondere in der Fanzine-Szene, für einen Independent-Musiker ungewöhnlich euphorische Reaktionen. 1987 wurde Schwefel von den Lesern des Magazins Spex zum Newcomer des Jahres gewählt. Das Straight-Magazin bezeichnete Frog In The Opera als besten Pop Song 1988. Ungewöhnlich für einen Independent-Künstler war auch die Erwähnung in dem Jugendmagazin Bravo, welches Schwefel als „Kometen des Underground“ bezeichnete. Das Berliner Stadtmagazin zitty schrieb: „Der immer geforderte Welt-Standard, hier ist er! (…) Seit Hot In Hongkong heißt die Zukunft des Rock’N’Roll auch Schwefel.“ Hot In Hongkong wurde von mehreren Musikmagazinen als Album des Jahres 1988 bezeichnet. Als Folge hielt es sich zusammen mit dem Debüt Schizophrenic Party über mehrere Wochen in den Top 10 der deutschen Independentcharts.

## Stil
Schwefel waren der sogenannten Independent oder Alternative Musik zuzurechnen. Der prägendste Einfluss auf ihren Stil war auch nach Norbert Schwefels eigener Aussage der Glam Rock der 1970er Jahre. Dazu kamen aber immer wieder sehr unterschiedliche stilistische Einflüsse. Das Album Luna Messalina ist beispielsweise stark von der Electronic Body Music beeinflusst, Motor Psycho nähert sich dem Heavy Metal an, Edge City dem Industrial. Als weitere Einflüsse sind zum Beispiel New Wave und Psychedelic Rock zu nennen. Das Album Mystifier löst sich endgültig von einem festen Stil und besteht aus 22 Stücken, von denen jedes quasi eine eigene Musikrichtung vertritt, darunter so unterschiedliche wie Balladen, Soul oder Folksongs. Die Band selbst hob die Tatsache hervor, dass ihre Musik aus einem Spannungsverhältnis durch starre Programmierung in der Studioarbeit, bedingt durch wenige bis hin zu einem einzigen Beteiligten, und der Improvisation bei Live-Auftritten entstand.

## Diskografie
- Strange Orchestras (1984; MC;[17] Eigenproduktion)[18]
- Second (1985; MC;[19] Eigenproduktion)
- The Dancing Partner (1985; MC;[20] S Prod.)
- Nervous Tract (1985; MC; Eigenproduktion)
- Schizophrenic Party (1986; Mini-LP;[21] Schuldige Scheitel Records)
- Metropolis (1987; EP;[22] Amigo)
- Detailed (1987; MC;[23] Amigo)
- Champagne, Champagne and the Golden Rain (1988; EP[24] und 7"-Single;[25] Amigo)
- Hot in Hongkong (1988; LP,[26] CD;[27] Amigo)
- Luna Messalina (1990; LP,[28] CD;[29] Vielklang)
- All Shook Up (1990; 7"-Single;[30] Vielklang)
- Motor Psycho (1992; LP[31], CD;[31] EFA)
- Photosynthese (1999; CD;[32] Sulphur Sonic Records)
- Unlimited Years (1999; CD;[33] Sulphur Sonic Records; Best-of-Album der Periode 1984–1992)
- Center of Love (2000; Maxi-CD;[34] Sulphur Sonic Records)
- Edge City (2001; CD;[35] Apollyon)
- Mystifier (2003; CD;[36] Sulphur Sonic Records)
- What’s Your Blow (2008; CD;[37] Parergon; Best-of-Album der Periode 1987–1992)
- Weinheim Tea Party (2008; CD;[38] Sulphur Sonic Records)
- King Kong Proves That Larger Is Better (2009; CD;[39] Sulphur Sonic Records; Live-Album)
- A Snake Ate Your Grandfather's Hat (2012; CD;[40] Sulphur Sonic Records)
- Kolk (mit Volker Hartmann Langenfelder; 2014; CD; Sulphur Sonic Records)
- Die Schwefel Oper (2015; 2xCD; Sulphur Sonic Records)
- Best (2016; 2xCD;[41] Sulphur Sonic Records)

### Film/Video
- Psycho IV[42] (1991; VHS; Vielklang)
- Sealed Time (2005; DVD; Mopsfilm/Sulphur Sonic)
- Vom Wirken des Mannheimer Musikers Norbert Schwefel (Dokumentarfilm, 2012, Regie: Dieter Wöhrle)

### Arbeiten als Produzent (Auswahl)
- The Sulphur Sonic Open Air 2004 (2004; Compilation-CD; Sulphur Sonic Records)
- The Sulphur Sonic Open Air 2005 (2005; Compilation-CD; Sulphur Sonic Records)
- Zauberfinger – Live at Sulphur Sonic (2005; CD; Sulphur Sonic Records)
- The Leroy – Frogs & Snails (2005; CD; Sulphur Sonic Records)
- Megus – Ich hab' mir das eigentlich ganz anders vorgestellt (2007; CD; Sulphur Sonic Records[43])

### Ausgewählte Performances, Film- und Videoprojekte
- Die Sonne gefriert vor Heldentaten (2007; DVD; Soundtrack[44])
- Nachtwandel (2008; Live Vertonung des Films King Kong und die weiße Frau)
- Stahloper (Oper in 11 Akten von Norbert Schwefel; Uraufführung 2008)
- KrüppelNation live im zeitraumexit, Mannheim  (2011; DVD)
- Sulphur Sonic Festival (seit 2003; veranstaltet von Norbert Schwefel)

### Nebenprojekte und Gastauftritte
Norbert Schwefel:
- Le Tombeau – Retrospektive (1984; MC; Der Tape-Zierer; Gitarre, Gesang, Percussion, Bass, Synthesizer, Piano[45])
- Horacz Bluminth – Der Berg kommt (1985; CD; Adult Music)[46]
- Charles Lemming & the Heart Attack – Night Serenade (1990; LP; Industrial Jive Records; Begleitgesang[47])
- Gutter Sluts – Bitches Of Quality (1998; CD; Gesang, Gitarre, Percussion, Keyboard)
- The Leroy – Frogs & Snails (2005; CD; Sulphur Sonic Records; unter dem Pseudonym: Wolf Scherbender; Bass, Gitarre, Keyboard, Orgel)[48]
- Swamp Sessions – Volume One (2006; Mp3; Swamp Room Records; Gesang[49])
- Instant Drone Factory – Ho Avuto Paura Del Mare (2011; CD; FünfUndVierzig; Piano[50])

Leroy Hartmann:
- The Leroy – Frogs & Snails (2005; CD; Sulphur Sonic Records)[48]

Martin Buchholz (als Horacz Bluminth):
- Die schönen Sachen (1985; CD; Adult Music)
- Der Berg kommt (1985; CD; Adult Music)[46]
- Wir werden ferne Weiten sehn (1991; CD; Adult Music)
- Marsch Obskur (1996; CD; Adult Music)
- Big Room Empty (2000; CD; Adult Music)
- Frühere Spuren 1984–2006 (2006; CD; Adult Music)

## Belege und Anmerkungen
1. ↑  auch bei Xavier Naidoo am Mischpult tätig
2. ↑  auch Bandmitglied bei Stereo MC’s und Evolver
3. ↑  Zur Begriffsklärung: Wenn nicht anders erwähnt, ist bei der Nennung „Schwefel“ die Band gemeint. Obwohl auch Soloprojekte unter diesem Namen veröffentlicht wurden und eine Trennung überhaupt schwer ist, da die Besetzung außer Norbert Schwefel häufig wechselte.
4. ↑  Zunächst sprang vor allem Charles Lemming aus Norbert Schwefels früheren Bands Dr. Paranoia und 16 Kitchen ein, mit dem er ab 1980 ein paar Tapes und Samplerbeiträge veröffentlichte. Quelle: Homepage von Charles Lemming. Archiviert vom Original am 8. Februar 2007; abgerufen am 6. Oktober 2008.
5. ↑  Künstlerbiografie auf der Homepage seiner ehemaligen Plattenfirma. Archiviert vom Original (nicht mehr online verfügbar) am 18. Februar 2011; abgerufen am 29. September 2012. Vor seiner Karriere als Musiker war er als Gärtner tätig, Quelle: Straight 5/88.
6. ↑  N. Schwefel: „Wenn Edge City Schwefels schwarzes Album war, dann ist Mystifier das weiße.“ Quelle: Interview von Gerald Merkel von 2003. Abgerufen am 29. September 2012.
7. ↑  Die Idee dazu kam Schwefel durch ein vergleichbares Projekt der Gruppe Ton Steine Scherben. Quelle: Interview von Gerald Merkel von 2003. Abgerufen am 29. September 2012.
8. ↑  Georg Spindler: Sprühend vor Kreativität. Mannheimer Morgen, 25. Juli 2015, abgerufen am 3. August 2015.
9. ↑  Auch international wurden Schwefel, wenn auch weniger ausgeprägt, wahrgenommen. Dave Henderson schrieb etwa im Londoner Underground Magazine (7/1987) zu Schizophrenic Party: „Great debut mini album from German based Schwefel.“
10. ↑  Sandra Grether in Straight 5/88; auf dem Titelblatt ist die Schlagzeile „Schwefel – Der neue Gott des Underground?“ gedruckt.
11. ↑  Bravo 5/1987. Auch später wurden Schwefel hier noch rezensiert, etwa in der Ausgabe 8/1988 die EP Champagne, Champagne and the Golden Rain und 1992 das Album Motor Psycho.
12. ↑  „die beste deutsche Pop-Platte des Jahres 1988.“ (Helge Birkelbach, Hype Magazine, 11/1988); „eine der besten deutschen Pop-LPs des Jahres '88“ (Thomas Noga, Prinz, 1/1989); „eines der gelungensten Pop-Alben des vergangenen Jahres“ (C. Gasser, Berner Woche, 4/1989); „Besser geht's nicht.“ (Rainer Unruh, Hamburger Morgenpost, 26. Dezember 1988); „ein ausgereiftes Langspielrillenwerk“ (Mario Scherrer, züri-tip, 31. März 1989); „Wenn es denn nach Rio Reiser einen neuen König von Deutschland gibt, ist dies Schwefel, der als neuer Gott des Undergrounds gekürt und gefeiert wird.“ (Katz Magazin, Trier, 2/1989); – zitiert nach Presseinfo von Parergon
13. ↑  Diese wurden von der Ladenkette W. O. M. (World Of Music) anhand von Verkaufszahlen in den einzelnen Filialen aufgestellt und z. B. auch im Magazin Spex veröffentlicht. Quelle: offizieller Pressetext von Mirko Krüger (Parergon Records)
14. ↑  „Mein Hero war schon damals Marc Bolan“ Quelle: Interview von Gerald Merkel von 2003. Abgerufen am 29. September 2012.
15. ↑  Das Heavy Metal Magazin Rock Hard vergibt die Höchstnote 10 für das Album, siehe Ausgabe Rock Hard 60/1992, Rezension von Mike Seifert. Das Album wurde von dem Gitarristen der schwedischen Band The Leather Nun, Bengt Aron Aronsson produziert.
16. ↑  „Das muss man betonen, dass Schwefel auf zwei Schienen fährt.“, Interview mit Ralph Laubscher auf dem Psycho IV Video
17. ↑  Schwefel - Strange Orchestras. Abgerufen am 13. Februar 2017.
18. ↑  Ab 2009 wurden die ersten drei MCs durch Sulphur Sonic Records remastered und über das Netlabel DooLoad vertrieben.
19. ↑  Schwefel - 2nd. Abgerufen am 13. Februar 2017.
20. ↑  Schwefel - The Dancing Partner. Abgerufen am 13. Februar 2017.
21. ↑  Schwefel - Schizophrenic Party. Abgerufen am 13. Februar 2017.
22. ↑  Schwefel - Metropolis. Abgerufen am 13. Februar 2017.
23. ↑  Schwefel - ...Detailed. Abgerufen am 13. Februar 2017.
24. ↑  Schwefel - Champagne Champagne And The Golden Rain. Abgerufen am 13. Februar 2017.
25. ↑  Schwefel - Champagne Champagne And The Golden Rain. Abgerufen am 13. Februar 2017.
26. ↑  Schwefel - Hot In Hong Kong. Abgerufen am 13. Februar 2017.
27. ↑  Schwefel - Hot In Hong Kong. Abgerufen am 13. Februar 2017.
28. ↑  Schwefel - Luna Messalina. Abgerufen am 13. Februar 2017.
29. ↑  Schwefel - Luna Messalina. Abgerufen am 13. Februar 2017.
30. ↑  Schwefel - All Shook Up. Abgerufen am 13. Februar 2017.
31. 1 2  Schwefel - Motor Psycho. Abgerufen am 13. Februar 2017.
32. ↑  Schwefel - Photosynthese. Abgerufen am 13. Februar 2017.
33. ↑  Schwefel - Unlimited Years. Abgerufen am 13. Februar 2017.
34. ↑  Schwefel - Center Of Love. Abgerufen am 13. Februar 2017.
35. ↑  Schwefel - Edge City. Abgerufen am 13. Februar 2017.
36. ↑  Schwefel - Mystifier. Abgerufen am 13. Februar 2017.
37. ↑  Schwefel - What's Your Blow. Abgerufen am 13. Februar 2017.
38. ↑  Schwefel - The Weinheim Tea Party. Abgerufen am 13. Februar 2017.
39. ↑  Schwefel - King Kong Proves That Larger Is Better. Abgerufen am 13. Februar 2017.
40. ↑  Schwefel - A Snake Ate Your Grandfather's Hat. Abgerufen am 13. Februar 2017.
41. ↑  Schwefel - Best. Abgerufen am 13. Februar 2017.
42. ↑  Ein Auftritt in der Thingstätte (Heidelberg)
43. ↑  Various - Megus "Ich Hab' Mir Das Eigentlich Ganz Anders Vorgestellt". Abgerufen am 13. Februar 2017.
44. ↑  DVD koproduziert von loudhouse.de
45. ↑  Le Tombeau - Rétrospective. Abgerufen am 13. Februar 2017.
46. 1 2  Horacz Bluminth - Der Berg Kommt. Abgerufen am 13. Februar 2017 (englisch).
47. ↑  Charles Lemming And The Heart Attack - Nightserenade. Abgerufen am 13. Februar 2017.
48. 1 2  The Leroy - Frogs & Snails. Abgerufen am 13. Februar 2017.
49. ↑  Unknown Artist - Swamp Sessions Volume One. Abgerufen am 13. Februar 2017.
50. ↑  Instant Drone Factory - Ho Avuto Paura Del Mare. Abgerufen am 13. Februar 2017.
51. ↑  Die Alben stehen teilweise als Gratis Download auf der Homepage des Künstlers. Abgerufen am 29. September 2012.